# 小倉市
小倉市（こくらし）は、かつて福岡県東部に存在した市。現在の北九州市小倉北区と小倉南区に相当する。
旧企救郡（きくぐん）の一角で、1963年（昭和38年）2月10日、門司市・戸畑市・八幡市・若松市と合併して北九州市となった。1963年4月1日、北九州市の政令指定都市移行に伴い、旧小倉市は小倉区となり、1974年（昭和49年）には小倉北区と小倉南区に分区された。

## 地理
- 川 ： 紫川
- 港湾 ： 小倉港、関門海峡

## 歴史
律令制下では豊前国企救郡の一地域となる。関ヶ原の戦いの論功行賞により豊前国の統治を始めた細川忠興が、1602年（慶長7年）から当地に小倉城を築く。これ以後、小倉藩の城下町となる。江戸時代初期には貿易の中心である長崎まで続く長崎街道の起点となるなど、当時から交通の要衝であった。1632年（寛永9年）には細川氏に代わり、小笠原忠真が移封され、以後は小笠原氏による統治が続いた。1866年（慶応2年）の長州征伐において長州藩側の反撃を受けて、小倉藩自らの手により小倉城は火が点けられ焼失した（現在の小倉城は1959年に復元された物）。
明治時代、廃藩置県により小倉県が成立し、小倉はその県庁所在地となったが、1876年（明治9年）に小倉県が福岡県に合併されたため、県庁所在地ではなくなった。その後も、官営八幡製鉄所を擁する八幡市などとともに北九州工業地帯の中心地として製造業のほか、軍需工業が発展した。特に1933年に建設された小倉造兵廠は、風船爆弾の製造基地ともなった。また、森鷗外は、軍医時代には一時期小倉に赴任していた。 戦前は小倉城に日本陸軍の第12師団が置かれている時期もあるなど、軍事都市であった。
第二次世界大戦の終結直前、1945年8月9日のアメリカ軍による長崎市への原子爆弾投下は当初の投下目標は広島と同様に軍都であった小倉であった。長崎に変更された要因は、悪天候と、前日の八幡大空襲の余燼のためだった（八幡製鉄所の作業員がコールタールを燃やし煙幕を張ったためとする説もある）といわれる。小倉における原爆投下予定地は小倉造兵廠であり、日本の軍事拠点ということから広島市と共に原爆投下の候補地だった。10月17日、アメリカ軍が進駐。
1950年（昭和25年）、朝鮮戦争が始まると在日アメリカ軍内の緊張が高まり、小倉や板付飛行場で灯火管制が実施。警戒警報も発令された。さらに同年7月11日、市内に存在した城野キャンプから黒人兵250人がトラックを使い脱走。脱走兵は市内で強盗、暴行を働き、出動したアメリカ軍との間で市街戦となった。4日後の7月15日に鎮圧（小倉黒人米兵集団脱走事件）。
北九州市発足以降も、小倉北区は小倉城の城下町から続く北九州の商業の中心エリアとして栄えている。

### 行政区域の変遷
町村制施行時は企救郡の一町として発足し、その後市制を施行し、企救郡内の町村を次々と編入して拡大した。
- 1889年（明治22年）4月1日：町村制が施行され、企救郡旧小倉城下25町（京町・博労町・船頭町・舟町・船場町・古船場町・新魚町・魚町・西魚町・鳥町・大坂町・宝町・米町・鍛冶町・西鍛冶町・堺町・紺屋町・西紺屋町・馬借町・室町・八百屋町・大門町・堅町・田町・鋳物師町）・砂原村の一部（長松浦）・干上村の一部（平松浦）が合併し、小倉町となる。同時に以下の村が成立。
  - 板櫃村 ← 板櫃村・中井村・藍島村・槻田村・馬島
  - 西紫村 ← 小熊野村・篠崎村・蒲生村・今村
  - 西谷村 ← 田代村・長行村・辻三村・合馬村・徳吉村
  - 足立村 ← 足原村・三萩野村・砂津村・富野村・赤坂村
  - 城野村 ← 城野村・横代村・石田村・隠蓑村・堀越村・蜷田村
  - 東紫村 ← 北方村・守恒村・徳力村・南方村・志井村
  - 中谷村 ← 高津尾村・山本村・春吉村・道原村・頂吉村
  - 曽根村 ← 曽根村・田原村
  - 東谷村 ← 石原町村・新道寺村・母原村・井手浦村・木下村・市丸村・小森村・呼野村
- 1900年（明治33年）4月1日 ： 小倉町の市制施行により小倉市となる。
  - 1907年（明治40年）6月1日 ： 城野村と東紫村が合併して企救村となる。
  - 1908年（明治41年）4月1日 ： 西紫村が分裂。大字小熊野・篠崎は板櫃村へ、大字蒲生・今は企救村へそれぞれ編入。
  - 1917年（大正6年）10月1日 ： 企救村が町制施行して企救町となる。
  - 1922年（大正11年）10月1日 ： 板櫃村が町制施行して板櫃町となる。
- 1925年（大正14年）4月28日 ： 板櫃町のうち大字槻田・小熊野の各一部を除く部分を編入（分割し、板櫃町の残部は八幡市に編入）。
- 1927年（昭和2年）4月1日 ： 足立村を編入。
  - 1934年（昭和9年）4月1日 ： 曽根村が町制施行して曽根町となる。
- 1937年（昭和12年）9月1日 ： 企救町を編入。
- 1941年（昭和16年）4月1日 ： 西谷村・中谷村を編入。
- 1942年（昭和17年）5月15日 ： 曽根町を編入。
- 1948年（昭和23年）9月10日 ： 東谷村を編入。これにより、企救郡は消滅。
- 1949年（昭和24年）9月1日 ： 大字新道寺の一部を京都郡椿市村（現行橋市）に分離。
- 1954年（昭和29年）4月1日 ： 大字田代の一部を八幡市に分離。
- 1957年（昭和32年）1月1日 ： 八幡市と境界変更。
- 1959年（昭和34年）11月1日 ： 戸畑市と境界変更。
- 1963年（昭和38年）2月10日 ： 八幡市・門司市・若松市・戸畑市と新設合併し、北九州市の一部となり消滅。

### 人口の変遷
- 1920年　 33,954
- 1925年　 51,663
- 1930年　 88,049
- 1935年　110,372
- 1940年　173,639
- 1945年　131,688
- 1947年　168,119
- 1950年　199,397
- 1955年　242,240
- 1960年　286,474

## 行政

### 歴代市長
| 代   | 氏名       | 就任日                     | 退任日                    | 備考         |
| 官選 | 官選       | 官選                       | 官選                      | 官選         |
| ---- | ---------- | -------------------------- | ------------------------- | ------------ |
| -    | 原口大成   | 1900年（明治33年）4月1日   | 1900年（明治33年）6月28日 | 臨時市長代理 |
| 1    | 吉沢直行   | 1900年（明治33年）6月28日  | 1901年（明治34年）2月8日  |              |
| 2    | 村岡益章   | 1901年（明治34年）6月26日  | 1906年（明治39年）1月29日 |              |
| 3    | 末弘直方   | 1906年（明治39年）5月25日  | 1912年（明治45年）5月24日 |              |
| 4    | 龍岡信熊   | 1912年（大正元年）9月27日  | 1916年（大正5年）9月26日  |              |
| 5    | 田中武雄   | 1916年（大正5年）12月28日  | 1918年（大正7年）2月27日  | 死去         |
| 6    | 小浜松次郎 | 1918年（大正7年）7月22日   | 1921年（大正10年）1月12日 |              |
| 7    | 新妻駒五郎 | 1921年（大正10年）7月18日  | 1925年（大正14年）7月17日 |              |
| 8    | 守永平助   | 1925年（大正14年）11月13日 | 1927年（昭和2年）4月11日  |              |
| 9    | 神崎慶次郎 | 1927年（昭和2年）6月14日   | 1931年（昭和6年）6月15日  |              |
| 10   | 神崎慶次郎 | 1931年（昭和6年）6月16日   | 1933年（昭和8年）9月19日  |              |
| 11   | 百済文輔   | 1934年（昭和9年）3月21日   | 1938年（昭和13年）3月20日 |              |
| 12   | 嶋永太郎   | 1938年（昭和13年）4月20日  | 1942年（昭和17年）3月7日  | 死去         |
| 13   | 末松茂治   | 1942年（昭和17年）5月27日  | 1946年（昭和21年）1月25日 |              |
| 12   | 浜田良祐   | 1946年（昭和21年）7月4日   | 1947年（昭和22年）3月20日 |              |
| 公選 |            |                            |                           |              |
| 13   | 浜田良祐   | 1947年（昭和22年）4月5日   | 1951年（昭和26年）4月4日  |              |
| 14   | 浜田良祐   | 1951年（昭和26年）4月23日  | 1955年（昭和30年）5月1日  |              |
| 15   | 林信雄     | 1955年（昭和30年）5月2日   | 1959年（昭和34年）5月1日  |              |
| 16   | 林信雄     | 1959年（昭和34年）5月2日   | 1963年（昭和38年）2月9日  |              |

### 国の機関
※1962年頃。
- 総理府
  - 陸上自衛隊小倉駐とん部隊、曽根駐とん部隊、九州地区補給処城野支処、富野弾薬支処、小倉調達事務所
- 法務省
  - 福岡法務局小倉支局、西谷出張所、曽根出張所
  - 小倉刑務所、小倉拘置所、小倉少年鑑別所、城野医療刑務所
  - 下関入国管理事務所小倉港出張所
  - 福岡地方検察庁小倉支部、小倉検察審査会事務局、小倉区検察庁
  - 九州公安調査局北九州支局
- 大蔵省
  - 北九州財務局小倉出張所
  - 小倉税務署
  - 門司税関小倉支署
- 厚生省
  - 九州地区麻薬取締官事務所小倉分室
- 農林省
  - 福岡食糧事務所小倉支所
  - 福岡統計調査事務所小倉出張所
  - 曽根干拓建設事業所
- 運輸省
  - 第四港湾建設局小倉調査設計事務所、小倉工事事務所
  - 九州海運局小倉出張所
  - 福岡陸運局小倉車体検査場
  - 小倉航空保安事務所
  - 板付航空測候所小倉分室
- 郵政省
  - 小倉郵便局
- 労働省
  - 小倉労働基準監督署
- 建設省
  - 北九州国道工事事務所
  - 小倉営繕工事事務所
- 裁判所
  - 福岡地方裁判所小倉支部
  - 福岡家庭裁判所小倉支部
  - 小倉簡易裁判所

## 主な医療機関
- 小倉市立病院[5]
- 小倉戸畑共立病院[6]
- 国立小倉病院[6]
- 九州労災病院[6]
- 小倉記念病院[7]
- 新栄会新栄病院[7]

## 観光地・娯楽施設
- 小倉城
- 到津遊園（現：到津の森公園）
- 小倉競輪場（競輪発祥の地）
- 小倉球場（現：北九州市民球場）
- 小倉競馬場
- 平尾台

## 交通
小倉は、九州と本州の接点の交通都市で、江戸時代の小倉城下には、長崎街道の始点に当たる常盤橋が設けられた。
小倉駅は鹿児島本線・日豊本線の結節点となっている。※合併前は山陽新幹線は未開通。
道路においても、国道3号・国道10号の分岐点にあたる。
九州自動車道では、小倉東ICと小倉南ICが設けられている。小倉東ICと小倉南ICの間には、北九州JCTがあり、東九州自動車道の起点となっている。※ 合併前はいずれも未開通。
旧・北九州空港は小倉空港として1961年（昭和36年）より民間飛行場として供用が開始された。

## 作品
「無法松の一生」の舞台である。7月末に開かれる小倉祇園太鼓は「太鼓祇園」の別名を持ち、坂本冬美の歌「あばれ太鼓」にも歌われている。

## 出身有名人
※ 北九州市発足以前の誕生者
政財界・軍事
- 服部誠太郎（福岡県知事）
- 亀井光（元福岡県知事）
- 村井勉（元JR西日本会長、元アサヒビール社長）
- 村田三郎（流山鉄道会長）
- 吉田秀雄（元電通社長）
- 髙城寿雄（タカギ創業者）

芸術家・文化人
- 岩下俊作（小説家）
- 鶴田知也（小説家）
- 松本清張（小説家）
- 松本零士（漫画家）
- 畑中純（漫画家）
- 北条司（漫画家）
- わたせせいぞう（イラストレーター）
- 高橋和夫（国際政治学者、放送大学名誉教授）

芸能人
- 大日方傳（俳優）
- 加藤正之（俳優・声優）
- 草刈正雄（俳優）
- 桑原和男（吉本新喜劇）
- CHAGE（シンガーソングライター）
- 中尾ミエ（歌手）
- 清水健太郎（俳優・歌手）
- 中村有志（パントマイマー・タレント）
- 細川俊之（俳優）
- 山本リンダ（歌手）

その他
- 杉山邦博（元アナウンサー）
- 竹林紀雄（演出家、テレビプロデューサー）
- 野村悟（特定危険指定暴力団五代目工藤會総裁） - 現在の小倉北区に相当する区域で出生[8]。
- 三村順一（映画監督、映画プロデューサー）
- 山縣慎司（元フジテレビプロデューサー）
- 山本和範（元プロ野球選手）